# Ôn Thụy An
Ôn Thụy An (tiếng Hán: 温瑞安, bính âm: Wēn Ruìān) tên thật là Ôn Lương Ngọc (tiếng Hán: 溫涼玉, bính âm: Wēn Liángyù), sinh ngày 1 tháng 1 năm 1954 tại Malaysia, là một nhà văn võ hiệp gốc Hoa nổi tiếng. Cùng với Kim Dung, Cổ Long, Ngọa Long Sinh, Lương Vũ Sinh, Ôn Thụy An được xếp vào hàng "Võ hiệp ngũ đại gia". Năm 20 tuổi, ông được Kim Dung xem là tri âm. Giới phê bình nhận xét ông là một hiện tượng độc đáo trên văn đàn võ hiệp Trung Quốc thập niên 90, với thị trường sách tiêu thụ mở rộng từ Trung Quốc, Đài Loan, Hồng Kông, Singapore đến Hàn Quốc.

## Tiểu sử
Từ 1954 - 1973: sinh sống tại Malaysia.
Từ 1973 - 1981: sang Đài Loan lập nghiệp, đây là thời kỳ ông bắt đầu nổi tiếng, khởi đầu từ tác phẩm "Tứ đại danh bổ". Năm 1976, ông bị bắt giam ba tháng và trục xuất khỏi Ðài Loan vì "tuyên truyền cho kẻ xấu".
Từ 1982 - 1990: sinh sống tại Hồng Kông. Đây được xem là thời kỳ thăng hoa trong sự nghiệp của ông.
Từ 1990: trở về Trung Quốc

## Danh sách hệ liệt
| Thứ tự | Tên hệ liệt                           | Danh sách truyện | Năm sáng tác | Tên nguyên bản   |
| ------ | ------------------------------------- | --- | ------------ | ---------------- |
| 1      | Tứ đại danh bổ                        | 1. Tứ đại danh bổ chấn Quan Đông Truy sát Vong mệnh 2. Tứ đại danh bổ hội kinh sư Hung thủ Huyết thủ Độc thủ Ngọc thủ Hội kinh sư 3. Khô lâu họa 4. Nghịch Thủy Hàn 5. Tứ đại danh bổ đấu tướng quân (Thiếu niên Tứ đại danh bổ) Thiếu niên Lãnh Huyết Thiếu niên Truy Mệnh Thiếu niên Thiết Thủ Thiếu niên Vô Tình 6. Tứ đại danh bổ phá Thần Thương Yêu hồng Thảm lục 7. Tứ đại danh bổ đại đối quyết Đàm đình hội Toái Mộng đao Đại trận trượng Khai tạ hoa Bộ lão thử Đả lão hổ Viên hầu nguyệt Tẩu long xà 8. Tứ đại danh bổ đấu cương thi Mãnh Quỷ miếu Bạch Cốt Tinh Quỷ Môn Quan Thiết bố sam Đỗ Tiểu Nguyệt Kim chung tráo 9. Tứ đại danh bổ chiến Thiên Vương Tung hoành Phong lưu 10. Phương Tà Chân cố sự (ngoại truyện) Sát Sở Phá trận | 1970 -       | 四大名捕         |
| 2      | Bạch Y Phương Chấn My                 | 1. Long hổ phong vân 2. Thí kiếm sơn nhai 3. Trường An nhất chiến 4. Lạc Nhật đại kỳ 5. Tiểu tuyết sơ tinh | 1971 - 1981  | 白衣方振眉       |
| 3      | Kim chi hiệp giả                      | | 1977 - 1989  | 今之俠者         |
| 4      | Thần Châu kỳ hiệp                     | Chính truyện: 1. Kiếm khí Trường Giang 2. Dược mã Hoàng Hà 3. Lưỡng Quảng hào kiệt 4. Giang sơn như hoạ 5. Anh hùng hảo hán 6. Sấm đãng giang hồ 7. Thần Châu vô địch 8. Tịch mịch cao thủ 9. Thiên hạ hữu tuyết Ngoại truyện: Huyết hà xa (U minh huyết hà xa) 1. Đại tông sư Tiêu dao du Dưỡng sinh chủ Nhân thế gian Hậu truyện: 1. Đại hiệp truyền kỳ Biệt truyện: 1. Đường Phương nhất chiến Tục truyện: 1. Thục Trung Đường Môn Tân truyện: 1. Thần Châu tử đệ (chưa hoàn thành) | 1977 - 2005  | 神州奇俠         |
| 5      | Bố Y Thần Tướng                       | 1. Sát nhân đích tâm khiêu 2. Diệp Mộng Sắc 3. Thiên uy 4. Thủ noãn 5. Lại Dược Nhi 6. Tử nhân thủ chỉ 7. Thúy vũ mi 8. Lạc hoa kiếm ảnh (gồm Tử nhân thủ chỉ và Thúy vũ mi) 9. Đao ba ký | 1981 -       | 布衣神相         |
| 6      | Du hiệp Nạp Lan                       | | 1982 -       | 遊俠納蘭         |
| 7      | Thất đại khấu                         | 1. Tướng quân đích kiếm pháp (Tướng quân kiếm) 2. Thê thảm đích đao khẩu 3. Tế kiếm | 1982 -       | 七大寇           |
| 8      | Nữ Thần Bộ                            | | 1982 - ?     | 女神捕           |
| 9      | Giang hồ nhàn thoại                   | | 1985 -       | 江湖閒話         |
| 10     | Thất bang bát hội cửu liên minh cố sự | | 1986 -       | 七幫八會九聯盟   |
| 11     | Thuyết anh hùng, thùy thị anh hùng    | 1. Ôn Nhu nhất đao 2. Nhất nộ bạt kiếm 3. Kinh diễm nhất thương 4. Thương tâm tiểu tiễn 5. Triều thiên nhất cổn 6. Quần long chi thủ 7. Thiên hạ hữu địch 8. Thiên hạ vô địch 9. Thiên hạ đệ nhất (chưa hoàn thành) 10. Thiên địch (chưa hoàn thành) | 1986 - nay   | 說英雄，誰是英雄 |
| 12     | Nạp Lan nhất địch                     | | 1989 -       | 納蘭一敵         |
| 13     | Thử tình khả đãi thành truy kích      | | 1990 -       | 此情可待成追擊   |
| 14     | Lục nhân bang truyền kỳ               | | 1990 -       | 六人幫傳奇       |
| 15     | Cổ chi hiệp giả                       | | 1990 -       | 古之俠者         |